# Antonella Bevilacqua
Antonella Bevilacqua, née le 15 octobre 1971 à Foggia, est une athlète italienne pratiquant le saut en hauteur.

## Carrière
En 1996, elle termine quatrième des jeux olympiques d'Atlanta avec 1,99 m. Mais elle sera par la suite disqualifiée pour dopage et sa performance annulée.
Elle remporte les Jeux méditerranéens l'année suivante à Bari avec 1,95 m. 

## Palmarès
- Jeux méditerranéens à Bari ( Italie)
  -  Médaille d'or au saut en hauteur

## Record
| Épreuve         | Épreuve      | Performance | Lieu     | Date            |
| --------------- | ------------ | ----------- | -------- | --------------- |
| Saut en hauteur | En plein air | 1,98 m      | Milan    | 4 mai 1996      |
| Saut en hauteur | En salle     | 1,98 m      | Le Pirée | 28 février 1994 |